# Фурман, Эммануил Бернгардович
Эммануи́л (Эммануи́л-Никола́й) Бернга́рдович Фу́рман (нем. Emanuel Nikolai Fuhrmann); (2 (15) сентября 1874, Санкт-Петербург, Российская империя — 7 января 1942, Ижевск, Удмуртская АССР) — российский педиатр, один из первых российских детских врачей — основоположников петербургской педиатрической школы. Профессор кафедры детских болезней Государственного института медицинских знаний; Основоположник и первый профессор кафедры детских болезней Ижевского государственного медицинского института
Потомственный дворянин. Происходит из семьи балтийских немцев, евангелическо-лютеранского вероисповедания. Жертва политических репрессий в СССР.

## Биография
Родился в Санкт-Петербурге в семье столичного архитектора, председателя общества Невско-пригородной конной железной дороги Бориса Егоровича Фурмана (нем. Christian Bernhard Fuhrmann) и его жены Катарины Барбабы ур. Ассман (Katherina Barbara Aßmann). Через 4 года после рождения сына, Катарина Барбаба умерла. Воспитывала Эммануила вторая жена отца — Мария Августа Каролина ур. Бенуа (Auguste Marie Benois).
Среднее образование Эммануил Фурман получил в известной в Петербурге немецкой гимназии Анненшуле, после окончания которой, в 1893 году поступил в Императорскую военно-медицинскую академию. В годы учёбы, помимо клиники детских болезней ВМА руководимой профессором Н. П. Гундобиным, Э. Б. Фурман активно специализировался на кафедре диагностики и общей терапии профессора М. В. Яновского. Под руководством последнего, вместе со слушателем ВМА К. Н. Кривошеиным он выполнил два научных исследования. В 1897 году авторы этих работ были удостоены премии имени С. П. Боткина. В 1898 году, окончив с отличием академию, Э. Б. Фурман был выпущен лекарем и отправился в Брест-Литовск, где на правах вольноопределяющегося был принят младшим врачом в Ревельский 7-й пехотный полк, откуда вскоре в той же должности перевелся в Либавский 6-й пехотный полк.
В 1900 году Э. Б. Фурман вышел в отставку и вернулся в Петербург, где был принят врачом Елизаветинского женского дворянского института и одновременно евангелического родовспомогательного Александровского приюта.
В том же году на кафедре детских болезней ВМА, под руководством профессора Н. П. Гундобина Эммануил Бернгардович начал своё диссертационное исследование, посвященное рефлексам грудных детей. В процессе этой работы он побывал на стажировке в клиниках Германии, Австрии, Швейцарии и Франции. Диссертация на учёное звание доктора медицины была успешно защищена Э. Б. Фурманом в 1903 году.

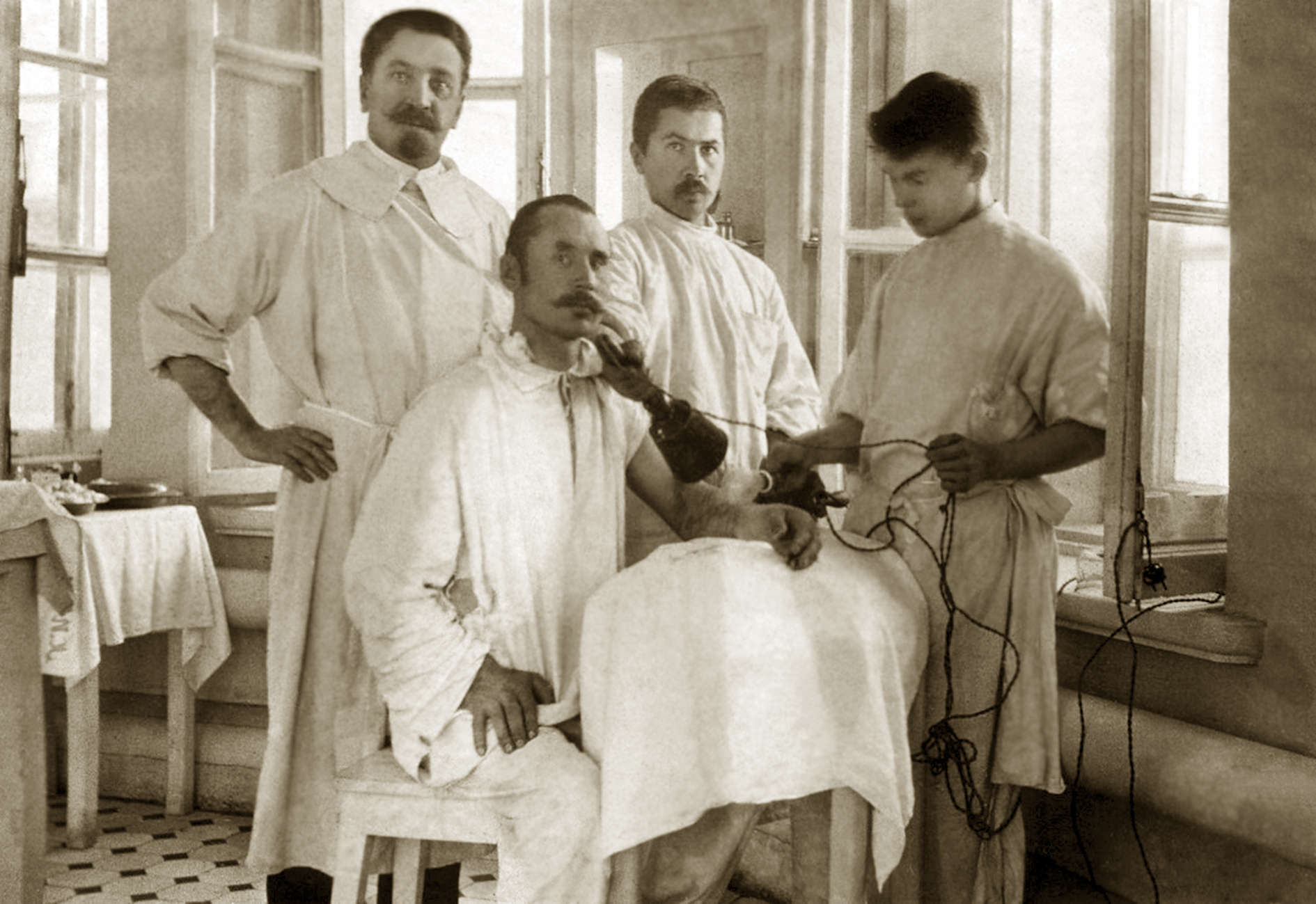
Э. Б. Фурман (слева) в годы Русско-японской войны. Военный госпиталь во Владивостоке, 1905 г.

В новом качестве доктора медицины, Эммануил Бернгардович продолжил работу в Елизаветинском институте и в Александровском приюте. В 1904 году с началом Русско-японской войны он был вынужден вернуться в свой полк в Брест-Литовск, где получил предписание во Владивостокский военный госпиталь. За участие в этой войне Э. Б. Фурман был несколько раз награждён.
Вернувшись в 1906 году в Петербург, Э. Б. Фурман восстановился в Елизаветинском институте, а в 1908 году, был к тому же принят ординатором Елизаветинской больницы для малолетних детей (известную в советское время как детская больница им. Пастера). В 1910 году он, кроме того, принял на себя обязанности врача Императорской публичной библиотеки, где проработал до 1918 года.
Октябрьская революция застала Э. Б. Фурмана на юге России. В годы Гражданской войны, находясь в Туапсе, он лечил раненых бойцов и офицеров Белой армии. Чуть позже, с приходом большевиков, Эммануил Бернгардович был призван в Красную армию. Служил в составе одной из частей Кавказского фронта. В 1921 году Эммануил Бернгардович демобилизовался и вернулся в Петроград. Он возглавил детские ясли № 13 на Александровской ул. и одновременно работал врачом 15-го пункта охраны материнства и младенчества. В том же году Эммануил Бернгардович был принят заведующим соматическим отделением больницы им. Л. Пастера, коллектив которого хорошо знал ещё с дореволюционных времён.
В 1922 году, после того, как годом раньше профессор Э. Э. Гартье неожиданно эмигрировал в Эстонию, Э. Б. Фурман был избран на его место профессором кафедры детских болезней Государственного института медицинских знаний (ГИМЗ) — будущего Санитарно-гигиенического медицинского института.
Он возглавлял эту кафедру до 1930 года, когда 17 февраля вместе с сыном Борисом — студентом Академии художеств был неожиданно арестован по так называемому Академическому делу. Поводом, вероятно, послужил тот факт, что Э. Ф. Фурман был этническим немцем и все эти годы оставался активным прихожанином и членом приходского совета лютеранско-евангелической церкви св. Екатерины. Отец и сын были приговорены к 10 годам заключения с отбыванием наказания в Исправительно-трудовом лагере.
По свидетельству Б. Е. Райкова, профессор Э. Б. Фурман был назначен в санитарный взвод кемского лагеря Вегеракша, подчинявшегося Управлению Соловецких лагерей особого назначения. Спустя год или более Эммануил Бернгардович был переведен к сыну в Белбалтлаг (Медвежья Гора), где находилось управление ОГПУ по строительству Беломорско-Балтийского канала.
В августе 1934 года отец и сын Фурманы были освобождены. Более того, Эммануил Бернгардович был награждён знаками «За ударный труд» и «Лучшему ударнику ББК ОГПУ». При этом Э. Б. Фурману было запрещено жить в больших городах (хотя сыну было разрешено продолжить образование в Академии художеств), и семья переехала в Ижевск, где профессор Э. Б. Фурман был принят в недавно организованный медицинский институт. В 1937 году в этом институте он организовал первую кафедру детских болезней, которую возглавлял до 1941 года.
Меньше чем через неделю после начала Великой Отечественной войны, 28 июня 1941 года Э. Б. Фурман был вновь арестован. 1 октября 1941 года по статье 58, пункт 6 («Шпионаж») УК РСФСР, детского врача Эммануила Бернгардовича Фурмана приговорили к высшей мере наказания. Ещё три месяца он томился в камере смертников. Приговор был приведен в исполнение 7 января 1942 года. Через 15 лет, 18 января 1957 года профессор Э. Б. Фурман был полностью реабилитирован.

## Семья
- Жена: Магда Вольфридовна ур. Андерс (скончалась в 1919 г.);
  - Сын: Фурман Борис Эммануилович (1909, Санкт-Петербург — 1938, Ленинград) — студент Академии художеств. Был дважды репрессирован — в 1930 году вместе с отцом по «Академическому делу»; в 1938 году — по ст. 58-6 УК РСФСР был приговорен к высшей мере наказания. Расстрелян 9 июля 1938 года в Ленинграде[9];
- Жена: Эмилия Эдмундовна ур. Бандровская (скончалась в 1955 г.).
- Дочь: Фурман Татьяна Эммануиловна
- Дочь: Фурман Гертруда Эммануиловна
- Сын Фурман Эдмунд Эммануилович

## Адреса в Петербурге
Долгие годы Э. Б. Фурман проживал по адресу Большой проспект Петроградской стороны, д. 29.
После Октябрьской революции до ареста жил с семьей в квартире дома № 25 по 6-й линии Васильевского острова.

## Некоторые научные труды
Удалось обнаружить только несколько публикаций Э. Б. Фурмана. На самом деле их было более 40.
- Фурман Э. Б., Кривошеин К. Н. Некоторые особенности роста чумной палочки. / Соч. студ. 4 курса Воен.-мед. акад. Кривошеина и Фурмана; (Из Клиники проф. М. В. Яновского). — Л.: тип. М. М. Стасюлевича, 1897. — 5 с.
- Фурман Э. Б., Кривошеин К. Н. Распознавательное значение реакции Widal'я и ее биологическая сторона / Соч. студ. 4 курса Воен.-мед. акад. Кривошеина и Фурмана; (Из Клиники проф. М. В. Яновского). — Л.: тип. Я. Трей, 1897. — 32 с.
- Фурман Э. Б. О рефлексах у грудных детей. / Дис. на степ. д-ра медицины Э.Б. Фурмана. — СПб.: тип. В. Безобразова и К°, 1903. — 87 с. — (Серия докторских диссертаций, допущенных к защите в Императорской Военно-медицинской академии 1902-1903 учебном году № 98).
- Фурман Э. Б. Учение о витаминах / Э. Б. Фурман проф. Госуд. ин-та медиц. знаний. — Л.: Кубуч, 1927. — 24 с.
- Фурман Э. Б. Программа Кафедры детских болезней /Проф. Э. Б. Фурман; Госуд. ин-т медиц. знаний. — Л.: Касса взаимопомощи студентов Госуд. ин-та медиц. знаний, 1929. — 8 с.

#### Доклады на заседаниях Общества детских врачей
| О врождённом сужении привратника | 5.10.1906  | Три случая врождённой атрезии кишечника              | 13.04.1905 |
| Случай милиарного туберкулёза    | 30.11.1921 | О туберкулёзе детей по данным больницы им. Пастера   | 12.02.1922 |
| О витаминах                      | 11.11.1921 | О значении коллоидной химии для современной медицины | 18.01.1924 |
| О субокципитальной пункции       | 1.03.1926  |                                                      |            |

## Вклад в педиатрию
Будучи непревзойдённым клиницистом, Э. Б. Фурман отличался своим особым педагогическим талантом. Профессор А. И. Перевощикова, бывшая ассистентом кафедры педиатрии в Ижевске, так характеризует его в своей книге «Судьба моя — дети»: 

«Его лекции были лучшими в институте. «Продумать каждого больного» — таково было его требование. Если врач докладывает больного по истории болезни — значит, он его не «продумал», не перестрадал. Он не допускал, чтобы больного осматривали в постели. Методика исследования пациента, применяемая Фурманом, была безупречной»— 

## Награды
- Орден Святого Станислава 3-й степени;
- Орден Святого Станислава 2-й степени;
- Орден Святой Анны 3-й степени;
- Светло-бронзовая медаль в память войны с Японией 1904—1905 годов;
- Светло-бронзовая медаль в память 300-летия царствования дома Романовых